# アレキサンダー・ポーター
アレキサンダー・ポープ・ポーター（Alexander Pope Porter、1823年 - 1891年11月17日）は、幕末から明治時代にかけて日本で活躍したイギリスの商人である。

## 経歴・人物
1859年（安政6年）に江戸幕府の要請により来日した。
箱館（現在の函館市）にて1891年（明治24年）に死去するまで貿易関係の仕事に携わった。明治維新後の1871年（明治4年）には函館港長や開拓使を務めたり、同市仲浜町に外国人居留地を保有したりする等道内における日英関係の向上に貢献した。
なお、この土地は1885年（明治18年）にJ・スコットに譲り、ポーターが死去した翌1892年（明治25年）に藤野四郎兵衛のものとなったため、函館における外国人の永住権が消滅した。